# Abruzzói repülőtér
Az Abruzzó repülőtér (IATA: PSR, ICAO: LIBP) Olaszország egyik nemzetközi repülőtere, amely Abruzzo közelében található. Éves utasforgalma 715 690 fő (2022).

## Futópályák
A repülőtér futópályái:
- 04/22 (2419 m, aszfalt)

## Forgalom
Az utasforgalom az elmúlt években az alábbi módon változott:
| Utasok száma | 71 908 | 3088 | 295 875 | 350 477 | 402 845 | 550 062 | 556 679 | 667 831 | 173 156 | 872 701 |
|              | 1996   | 1999 | 2002    | 2005    | 2008    | 2011    | 2014    | 2017    | 2020    | 2023    |

## Légitársaságok és úticélok
| Légitársaság | Célállomások                                                                                               |
| ------------ | --- |
| ITA Airways  | Milánó-Linatei repülőtér                                                                                   |
| Ryanair      | Bergamo, Bucharest, Charleroi, Hahn, London–Stansted, Malta, Prága Szezonális: Krakkó, Varsó–Modlin, Weeze |
| Volotea      | Catania Szezonális: Cagliari, Olbia, Palermo                                                               |